# Parafia Straży Granicznej bł. Władysława Miegonia w Chełmie
Parafia Straży Granicznej bł. Władysława Miegonia w Chełmie – parafia rzymskokatolicka znajdująca się w Dekanacie Straży Granicznej Ordynariatu Polowego Wojska Polskiego. 
Parafia została erygowana 8 grudnia 1999 roku. Mieści się przy ulicy Trubakowskiej w Chełmie. Obsługiwana przez księży diecezjalnych. 